# Patrick Gaillard
Patrick Jean Gaillard, noto in gioventù con lo pseudonimo di "Panic" (Parigi, 12 febbraio 1952), è un ex pilota automobilistico francese.
Dopo aver ottenuto buoni risultati nella Formula Renault e nella Formula 3 francese passò nel 1979 alla Formula 2, debuttando nello stesso anno anche in Formula 1 con il team Ensign.
La Ensign N179 non era affatto un'auto competitiva e Gaillard riuscì a qualificarsi per la gara solamente in due occasioni su cinque. Venne sostituito in squadra da Marc Surer. Nel 1980 tornò in Ensign disputando il Gran Premio di Spagna, che venne in seguito non dichiarato valido per il mondiale a causa della guerra tra FISA e FOCA.
Corse negli anni seguenti in Formula 2, CanAm e nella categorie sport, compresa la 24 Ore di Le Mans. Dopo il ritiro è diventato istruttore di guida sportiva.

## Risultati in Formula 1
| 1979 | Scuderia | Vettura |  |  |  |  |  |  |  |    |    |    |     |    |  |  |  |  |  | Punti | Pos. |
| ---- | -------- | ------- |  |  |  |  |  |  |  | -- | -- | -- | --- | -- |  |  |  |  |  | ----- | ---- |
| 1979 | Ensign   | N179    |  |  |  |  |  |  |  | NQ | 13 | NQ | Rit | NQ |  |  |  |  |  | 0     |      |

| Legenda | 1º posto     | 2º posto | 3º posto    | A punti         | Senza punti/Non class.  | Grassetto – Pole position Corsivo – Giro più veloce |
| Legenda | Squalificato | Ritirato | Non partito | Non qualificato | Solo prove/Terzo pilota | Grassetto – Pole position Corsivo – Giro più veloce |